# Domingo Gundisalvo
Dominicus Gundisalvi o Domingo Gundisalvo (ca. Segovia, 1115- post Toledo, 1190) fue un importante filósofo y traductor toledano del siglo XII.

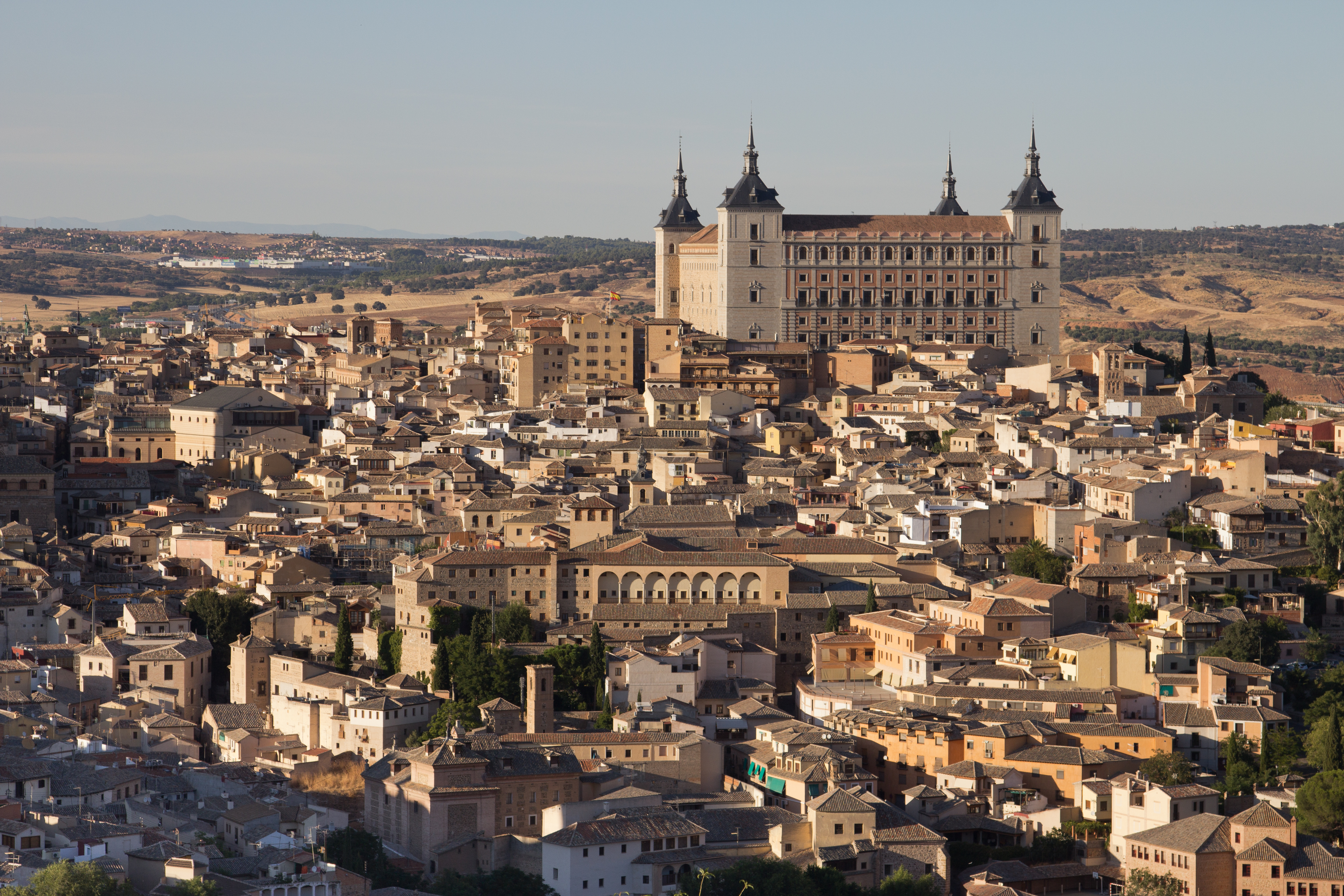
Toledo, la ciudad donde vivió Gundissalinus.

De probable formación francesa, Gundissalinus fue arcediano de Cuéllar pero desarrolló su actividad filosófica en Toledo, por lo menos a partir de 1162. En la ciudad castellana, primero bajo el arzobispo Juan de Castelmoron y luego bajo Cerebruno, Gundissalinus tradujo más de veinte obras filosóficas del árabe al latín, en el mismo periodo en que Gerardo de Cremona estaba activo en Toledo. Además del trabajo de traducción, Gundissalinus fue también un agudo y prolífico filósofo, y escribió cinco importantes tratados en los cuales recoge, con espíritu crítico, los principales resultados de la reflexión árabe y hebrea, y particularmente Avicena, al-Farabi e ibn Gabirol, reconduciéndolos a la tradición filosófica latina. Gundissalinus es el primer filósofo latino en acoger algunas de las doctrinas más problemáticas para la especulación latina del siglo siguiente, como la doctrina del hilemorfismo universal y la doctrina del intelecto único agente.

## Las traducciones de Gundissalinus
Junto a Avendauth, o sea Abraham ibn Daud, y a Iohannes Hispanus, Gundissalinus tradujo alrededor de veinte obras filosóficas del árabe al latín, que marcaron de manera dirimente el pasaje del platonismo al aristotelismo típico de la especulación latina del siglo XIII. Las traducciones tradicionalmente atribuidas a Gundissalinus son:
- Alejandro de Afrodisia, De intellectu et intellecto
- Al-Farabi, De intellectu et intellecto
- Al-Kindi, De intellectu
- Avicena, De anima seu sextus naturalium
- Avicena, De convenientia et differentia subiectorum
- Al-Farabi, Exposición del V libro de los Elementa de Euclide
- pseudo al-Kindi, Liber introductorius in artem logicae
- pseudo al-Farabi, De ortu scientiarum
- Isaac Israeli, Liber de definitionibus
- Avicena, Logica
- Avicena, De universalibus
- Al-Ghazali, Logica
- Avicena, Liber de philosophia prima
- Avicena, Liber primus naturalium, tractatus primus
- Avicena, Liber primus naturalium, tractatus secundus
- Al-Ghazali, Metaphysica
- Ibn Gabirol, Fons vitae
- pseudo-Avicena, Liber caeli et mundi
- Al-Farabi, Liber exercitationis ad viam felicitatis
- Al-Farabi, Fontes quaestionum
- Avicena, Prologus discipuli et capitula
- Avicena, De viribus cordis

## Las obras filosóficas de Gundissalinus
Dominicus Gundissalinus escribió también cinco obras filosóficas, en las cuales acoge las filosofías aviceniana y gabiroliana combinándolas con la tradición filosófica latina, y particularmente Boecio junto a algunos autores de su época, como los filósofos de la Escuela de Chartres o Herman de Carintia. Los tratados gundisalvianos manifiestan el profundo conocimiento de la filosofía arábigo-hebrea por parte de Gundissalinus, y allí se encuentran las tres disciplinas filosóficas que caracterizan su pensamiento: la metafísica, la epistemología y la psicología.
Los cinco tratados de Dominicus Gundissalinus son:
- De divisione philosophiae – es un tratado epistemológico en el que Gundissalinus propone su división de la filosofía en las varias disciplinas científicas,[11] estructuradas jerárquicamente. En esta obra, Gundissalinus combina las divisiones de al-Farabi y Avicena con las clasificaciones del saber de Isidoro de Sevilla[12] y Boecio.[13] Tuvo una proficua difusión y recepción en tierra latina.
- De scientiis – se trata de una revisión gundisalviana de la obra homónima de al-Farabi, muy parecida al De divisione, si bien este último manifiesta un nivel más elevado de análisis filosófico y recepción crítica de las fuentes latinas[14]
- De anima – el De anima es un tratado de psicología donde Gundissalinus acoge principalmente el De anima de Avicena,[15] a menudo modificando los resultados especulativos que podían resultar problemáticos para la reflexión latina,[16] y el Fons Vitae de ibn Gabirol.[17]
- De unitate et uno – breve tratado metafísico y ontológico donde Gundissalinus examina la doctrina onto-metafísica y teológica del Uno, siguiendo la tradición neoplatónica arábigo-hebrea y latina, y en particular la perspectiva de ibn Gabirol.[18]
- De processione mundi – obra de la madurez, aquí Gundissalinus analiza la generación de la creación a partir de la causa prima, siguiendo las varias distinciones lógico-ontológicas que se especifican en la progresivas uniones de materia y forma, hasta la generación de las criaturas sensibles.[17] En este tratado desarrolla un papel fundamental la doctrina del hilemorfismo universal heredada de ibn Gabirol y de la cual Gundissalinus es uno de los principales partidarios.[7]

Además de estos cinco tratados, en los que los estudiosos concuerdan, ha sido tradicionalmente atribuido a Gundissalinus también el De immortalitate animae, texto que la mayoría de la comunidad académica atribuye sin embargo a Guillermo de Alvernia. Las obras de Gundissalinus tuvieron una buena recepción tanto en ámbito filosófico latino, como en el hebreo.

## Ediciones de los textos gundisalvianos
Tratados psicológicos
- D. Gundisalvo, Liber Dominici Gundisalini de anima ex dictis plurium philosophorum collectus, en De anima of Dominicus Gundissalinus, edición crítica por J. T. Muckle, «Maedieval Studies» 2 (1940), pp. 23-103.
- D. Gundisalvo, El Tractatvs de anima atribuido a Dominicvs Gvndi[s]salinvs, edición crítica por C. Alonso del Real – M. J. Soto Bruna, Pamplona 2009.
- D. Gundisalvo, Des Dominicus Gundissalinus Schrift von der Unsterblichkeit der Seele, edición crítica por G. Bülow, «Beiträge zur Geschichte der Philosophie und Theologie des Mittelalters» II 3, Münster 1897.

Tratados epistemológicos
- D. Gundisalvo, De divisione philosophiae, edición crítica por L. Baur, «Beiträge zur Geschichte der Philosophie und Theologie des Mittelalters», IV, 2 (1903), pp. 3-142.
- D. Gundisalvo, De scientiis, edición crítica por M. Alonso Alonso, Madrid-Granada 1954.
- D. Gundisalvo, De scientiis secundum versionem Dominici Gundisalvi, edición a cura de J. Schneider, Freiburg im Breisgau 2006.
- D. Gundisalvo, Über die Einteilung der Philosophie, edición por A. Fidora y D. Werner, Freiburg – Basel – Wien 2007.

Tratados metafísicos
- D. Gundisalvo, De processione mundi, edición crítica por G. Bülow, «Beiträge zur Geschichte der Philosophie des Mittelalters», XXIV, 3, 1925, pp. 1-56.
- D. Gundisalvo, De processione mundi, edición crítica y traducción española por M. Jesus Soto Bruna – C. Alonso del Real, Pamplona 1999.
- D. Gundisalvo, The Procession of the World, traducción inglesa por John A. Laumakis, Milwaukee 2002.
- D. Gundisalvo, Die dem Boethius fälschlich zugeschriebene Abhandlung des Dominicus Gundisalvi De unitate, edición crítica por P. Correns, «Beiträge zur Geschichte der Philosophie des Mittelalters», I, 1, 1891, pp. 3-11.
- D. Gundisalvo, El ‘Liber de unitate et uno’, edición crítica por M. Alonso Alonso, «Pensamiento» 12 (1956), pp. 65-78.